# 兰雒州
兰雒州，南北朝北周末年郧州（治所在今湖北省安陆市）巴人蛮族首领。
周静帝大象二年（580年），周宣帝驾崩后，宣帝的岳父杨坚掌控朝政。相州（今河南省安阳市）总管尉迟迥、郧州总管司马消难、益州（今四川省成都市）总管王谦先后起兵反杨。郧州巴蛮各个部落也起兵反叛，他们共同推举兰雒州为首领，响应司马消难。襄州（今湖北省襄阳市）总管王誼派遣众将分路讨伐，不到一个月全部平定。